# Huize Lydia
Huize Lydia of Buurthuis Lydia is een multifunctioneel centrum gelegen op de hoek van het Roelof Hartplein, Joh. M. Coenenstraat en Bronckhorststraat in Amsterdam. Het was oorspronkelijk een meisjeshuis (pension voor alleenstaanden), waar ongetrouwde vrouwen woonden, maar ook ongetrouwde mannen. Ook veel verpleegsters die in het Onze Lieve Vrouwe Gasthuis werkten, verbleven hier. Het is een rijksmonument.

## Architectuur
Het U-vormige gebouw is ontworpen door architect Jan Boterenbrood en gebouwd in de stijl van de Amsterdamse school. Het bevat een binnentuin en is zo ontworpen dat licht en frisse lucht het gebouw goed kunnen bereiken.

## Geschiedenis
Het pand werd gebouwd tussen 1924 en 1927 als tehuis voor vrouwen en meisjes in opdracht van de 'Afdeeling Amsterdam der Roomsch-Katholieke Internationale Vereeniging tot bescherming van Meisjes', en bevat 158 slaapvertrekken. Tijdens de Tweede Wereldoorlog kregen 120 SD'ers er hun dagelijkse maaltijden.
In 1980 kocht de gemeente Amsterdam Huize Lydia van het Onze Lieve Vrouwe Gasthuis voor de huisvesting van bijzondere doelgroepen. Het pand was toen een huis voor verpleegsters in opleiding. In 1982-1983 werd het gebouw verbouwd en vergroot, waarbij 20 woningen zijn aangebracht in opdracht van het Gemeentelijk Woningbedrijf Amsterdam.
Het Woningbedrijf werd in 1994 geprivatiseerd in de Stichting Het Woningbedrijf Amsterdam. Tussen 2004 en 2014 fuseerde deze stichting met woningcorporaties in Amsterdam, Almere, Haarlem, Haarlemmermeer, Noord-Kennemerland en Weesp tot de huidige Stichting Ymere, waardoor een van de grootste woningcorporaties van Nederland ontstond. 
Daarom is het pand tegenwoordig eigendom van woningcorporatie Ymere. Het onderste gedeelte, de kelder/souterrain, begane grond, wordt verhuurd aan de maatschappelijke onderneming Combiwel. Dat beheert er anno 2015 een multifunctioneel centrum waar verschillende activiteiten voor en door buurtbewoners worden georganiseerd en ruimte biedt voor sociaal maatschappelijke organisaties, ten behoeve van het versterken van de zelfredzaamheid en participatie van mensen die een extra steuntje in de rug kunnen gebruiken.
De Amsterdamse schaakvereniging Caïssa heeft haar speellokaal in Huize Lydia.